# Vítězslav Gebas
Vítězslav Gebas (* 24. března 1984 Hradec Králové) je český vodní slalomář, kanoista závodící v kategorii C1.
Ze světových šampionátů si přivezl dvě medaile ze závodů hlídek – bronz z MS 2011 a stříbro z MS 2014.
Na letních olympijských hrách poprvé startoval v Riu 2016, kde skončil na čtvrtém místě.